# Villa Las Estrellas

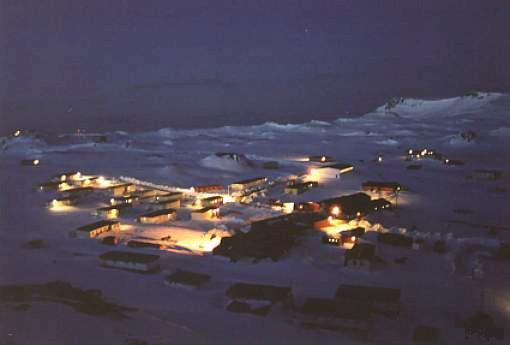
Villa Las Estrellas bei Nacht

King George Island mit der Frei-Station im Westen der Insel

Villa Las Estrellas (auf Deutsch etwa „Sternenstadt“) ist ein chilenisches Dorf in der Base Presidente Eduardo Frei Montalva auf King George Island vor der Antarktischen Halbinsel. Es ist die größere von zwei zivilen Siedlungen auf dem antarktischen Kontinent; die zweite ist die argentinische Esperanza-Station auf dem antarktischen Festland. Im Sommer beherbergt die chilenische Siedlung etwa 150 Einwohner, im Winter um die 80, darunter auch Kinder.
Aus chilenischer Sicht gehört der Ort zur Gemeinde Antártica in der Provinz Antártica Chilena; völkerrechtlich ist dieser Anspruch aufgrund des Antarktis-Vertrags aber nicht anerkannt. Villa Las Estrellas wurde am 9. April 1984 an der Maxwell Bay gegründet. Er besteht aus 18 Wohnhäusern. Des Weiteren gibt es eine Schule F-50 Villa Las Estrellas mit zwei Lehrern und etwa 15 Kindern in den Klassen 1 bis 8, ein Krankenhaus mit einem Arzt und einer Krankenschwester, ein Bürgeramt, eine Poststation, eine Filiale der Banco de Crédito e Inversiones, eine Bibliothek, ein Geschäft und die katholische Kapelle Santa María Reina de la Paz. Außerdem wird in dem Ort eine eigene Radiostation betrieben.
Villa Las Estrellas ist derzeit einer der wichtigsten touristischen Anlaufpunkte der Antarktis. Die Reisenden werden über Punta Arenas eingeflogen.
Mit der Unterhaltung dieser Ortschaft versucht Chile, seine territorialen Ansprüche auf das von ihm beanspruchte Gebiet der Antarktis zu untermauern.
Die durchschnittlichen Temperaturen betragen −2,4 °C und schwanken unter dem Jahr zwischen durchschnittlich −6,3 °C im Winter und durchschnittlich 1,4 °C im Sommer. Die jährliche Niederschlagsmenge beträgt durchschnittlich 405 mm.